# 劇辛
| 姓名           | 劇辛                             |
| 時代           | 戦国時代                         |
| 生没年         | 生年不詳 - 前242年（燕王喜13年） |
| 字・別号       | 劇子、処子？                     |
| 本貫・出身地等 | 趙                               |
| 職官           | 将軍、諸子百家（法家？）         |
| 爵位・号等     | -                                |
| 陣営・所属等   | 昭王→恵王→武成王 →孝王→燕王喜    |
| 家族・一族     |                                  |

劇 辛（げき しん、? - 紀元前242年）は、中国戦国時代末期、趙出身の燕の将軍。法家思想家の処子と同一人物とする説がある。

## 生涯
出身は趙であるが、紀元前312年、燕の昭王が斉に対抗するために、臣下の郭隗の献策をもとに有能な人材を諸国に求めたとき、それに応じて魏の将軍の楽毅や斉の陰陽家の鄒衍と共に燕に移った。以後、昭王から燕王喜まで、70年間5代の燕王に仕えた。
燕昭王二十八年（紀元前284年）、燕の昭王は楽毅を上将軍に任じ、趙の恵文王は楽毅を相邦に任じた。楽毅は燕・秦・魏・韓・趙の連合軍を率いて斉を攻めた。斉軍は済西にて迎え撃ったが、大敗した。楽毅は秦・韓の軍を帰還させ、魏の軍には宋の地を攻略させ、趙の軍には河間を占領させ、自身は燕の軍を率いて斉軍を追撃しようとした。劇辛は楽毅に「強大な斉に比べて燕は小国である。諸侯の援けがあったからこそ破れたのだから、諸侯の軍が去った今は国境の城を攻め落とし、益とするのが良いだろう。これが長久の利というものだ。今、国境の城を攻めずに通り過ぎ、斉国内の奥深くまで侵入しようとするのは、斉に損が無く燕に益が無い。かえって恨みを買うだけで、必ず後悔する事となるだろう」と進言した。楽毅は「湣王は、功を誇り、才を鼻にかけ、臣下の意見に耳を貸さず、賢良な臣下を退けてへつらう者ばかりを信任し、政令は偏って残虐であるため、斉の万民は不満を抱いている。今、斉の軍はすでに打ち破られて崩壊している。もしこれに乗じて攻め込めば、斉の民は必ず離反し、国内で乱が起こり、斉は攻略可能となろう。だが、もしこの機会を逃して攻め込まなければ、彼らはきっと自らの過ちを悔い改め、過ちを正して民を労わるようになり、そうなれば手強くなってしまうに違いない」と答えると、遂に軍を進めて斉の奥深くに侵入した。斉の人々は大いに混乱して統制を失い、湣王は逃走した。
燕王喜12年（紀元前242年）、趙将の李牧により武遂と方城が奪われる。しかし、燕王喜は、趙がたびたび秦に敗北し、さらに既に名将の廉頗が出奔し将軍が龐煖に交替したのを見て、劇辛に趙に反撃するのが良いかを諮問した。劇辛は趙にいたころ、龐煖と親しくしていたため、「龐煖は与（くみ）易きのみ（龐煖はまさしく与するのに容易い人物だ）」と答え、趙に攻め入った。しかし、燕軍のうち二万が捕虜になるという大敗に終わり、劇辛もまた戦死した。
『史記』「孟子荀卿列伝」によれば、趙には名家の公孫竜の堅白同異説と並ぶ学説として、『劇子之言』（『劇先生の言説』）というものがあったとされる。これを『漢書』「芸文志」に記載される法家思想の書物『処子』（旧字体では『處子』）九篇と同一の書籍とする説がある。いずれの書籍も散逸しており、正確なところは不明。